# اروین بلومنفلد
اروین بلومنفلد (به انگلیسی: Erwin Blumenfeld) عکاس آلمانی‌الاصل اهل ایالات متحده آمریکا است.

## زندگی
اروین بلومنفلد در سال ۱۸۹۷ میلادی در برلین زاده شد. طی جنگ جهانی اول، در ۱۹۱۶ در رستهٔ دفاعی محل خدمت خود، وظیفهٔ رانندگی آمبولانس را بر عهده داشت. در ۱۹۱۸ از اولین فرصت به دست آمده استفاده کرد و به هلند گریخت. در آنجا با اعضای نهضت هلندی دادا تماس پیدا کرد. اینان همان کسانی بودند که بعدها او را از لحاظ هنری تحت تأثیر قرار دادند و ساختند. پس از آن که در ۱۹۲۱ با لنا سیتروئن ازدواج کرد، تاجری خرده‌پا شد و در آمستردام شروع به معامله اجناس چرمی کرد. در آن زمان هنوز عکاسی برای او چیزی جز یک اشتغال تفننی نبود. اما تجارتش در ۱۹۳۵ از میان رفت و از این رو تصمیم گرفت به پاریس برود و در آنجا به کار عکاسی خلاق بپردازد. در مارس ۱۹۳۶، نخستین نمایشگاه خود را برپا کرد.
وی در ۱۹۶۹ در گذشت.